# نستی پتسیو
نستی پتسیو (انگلیسی: Nesthy Petecio؛ زادهٔ ۱۱ آوریل ۱۹۹۲) بوکسور زن اهل فیلیپین است.